# Марлоу, Фрэнк (учёный)
Фрэнк Марлоу (англ. Frank W. Marlowe; 17 апреля 1954, Форни, Техас — 25 сентября 2019, Атенс, Джорджия) — американский антрополог. Являлся поведенческим экологом и этнографом племени хадза в Танзании (Восточная Африка). Доктор философии (1997). Преподавал в Гарвардском университете (1998—2006), Университете штата Флорида (2006—2010 — станет там фул-профессором), Даремском университете (2010—2011) и Кембриджском университете (2011—2013). Президент Общества эволюционной антропологии (2012—2014). Перед тем, как окончательно переключиться на антропологию, отдал более десяти лет свой жизни кинопроизводству.

## Биография
Был четвертым ребенком в своей семье. Детство провел в родном городке. Окончил школу в Альбукерке (штат Нью-Мексико). Затем учился в колледже Калифорнийского университета в Беркли, где читавший у него один из курсов Шервуд Уошберн вдохновил Фрэнка на растущее любопытство к эволюции человека и антропологии. Получил степень бакалавра в Техасском университете в Остине, после чего несколько лет работал археологом в Нью-Мексико.
Затем работал в кинематографе: сценаристом, видеооператором, монтажером, режиссером и актером. Был отмечен в этой сфере рядом отличий. В 1980-х получил степени магистра искусств в области кинопроизводства и магистра антропологии в Калифорнийском университете в Лос-Анджелесе.
В 1997 году защитил докторскую диссертацию по антропологии в Калифорнийском университете в Лос-Анджелесе, под руководством Николаса Блуртона-Джонса, пионера в области социобиологии человека. С подачи последнего занялся охотниками-собирателями хадза в Танзании, у которых изучал собирательство, спаривание и родительское поведение, а также сотрудничество и понятие справедливости. Итогом этой работы стала его книга «Охотники-собиратели хадза в Танзании» (UC Press, 2010), называемая классической. Он проводил исследования среди них на протяжении более 20 лет, с 1993 по 2014 год. Контактировал с Джеймсом Вудберном — одним из первых антропологов, специализирующихся по хадза (первым антропологом, написавшим о них на английском языке).
Как вспоминал один из учеников Марлоу про него самого: «Его настоящим домом был регион Эяси и его окрестности в Танзании, где его хорошо знали и любили. В некоторых местах казалось невозможным пройти и десяти метров, чтобы из ниоткуда не появился кто-то, не обнял Фрэнка и не поделился воспоминаниями. Никогда он не выглядел таким счастливым как тогда, когда находился в поле, покрытый с ног до головы ярко-оранжевой пылью, с розовыми от солнца ушами, делясь шутками или историями у ревущего костра, когда луна поднималась над терновыми кустами».
Умер от последствий болезни Альцгеймера.
Автор 86 публикаций, книги «Охотники-собиратели в эволюции человека» (2005).
Публиковался в Current Anthropology, Human Nature, Biology Letters, Proceedings of the Royal Society B: Biological Sciences. Цитировался более 10 тыс. раз. Среди его учеников — Корен Апичелла.